# Nottonville
Nottonville – miejscowość i gmina we Francji, w Regionie Centralnym, w departamencie Eure-et-Loir.
Według danych na rok 1990 gminę zamieszkiwało 275 osób, a gęstość zaludnienia wynosiła 11 osób/km² (wśród 1842 gmin Regionu Centralnego Nottonville plasuje się na 866. miejscu pod względem liczby ludności, natomiast pod względem powierzchni na miejscu 495.).